# Niklas Bruun
Niklas Gabriel Bruun, född 23 juli 1950 i Helsingfors, är en finländsk jurist. Han är son till alkoholforskaren Kettil Bruun.
Bruun blev juris doktor 1979. Han var forskningsassistent vid Finlands Akademi 1977–1979 och äldre forskare 1982–1985 samt utnämndes 1985 till professor i handelsrätt vid Svenska handelshögskolan. Sedan 2006 innehar han den svenskspråkiga professuren i privaträtt vid Helsingfors universitet.
Bruun har i sin forskning ägnat sig åt bland annat arbets- och upphovsrätten samt jämställdhetsfrågor. Bland hans arbeten märks Kollektivavtal och rättsideologi (1979), Jämställdhetslagen (jämte Pirkko K. Koskinen 1987), Virkamiesten oikeusasema (jämte Olli Mäenpää och Kaarlo Tuori 1995, svensk översättning Tjänstemännens rättsliga ställning, 1998), Intellectual property law in Finland (2001) och Allmän arbetsrätt (jämte Anders von Koskull 2003 och 2006).
Professorsförbundet utsåg Bruun till Årets professor 2005.